# Stolnica svete Ane, Belfast
Stolnica svete Ane, znana tudi kot stolnica v Belfastu, je stolnica Irske cerkve na  Donegallski ulici v Belfastu, Severna Irska. Nenavadno je, da jo uporabljata dve ločeni škofiji (Connor in Down ter Dromore), čeprav ni sedež v nobeni (geografsko je v Connorski škofiji), zato ni stolnica v pravem pomenu besede, saj ni sedež škofa , vendar jo tako imenujejo. To je osrednja točka Stolnične četrti v Belfastu.

## Zgodovina
Prvi arhitekt je bil sir Thomas Drew, temeljni kamen je 6. septembra 1899 postavil Anthony Ashley-Cooper, 9. grof Shaftesburyjski. Stara župnijska cerkev svete Ane iz leta 1776 se je uporabljala do 31. decembra 1903, medtem ko je bila nova stolnica zgrajena okoli nje; stara cerkev je bila nato porušena. Okno dobrega samaritana, ki ga vidimo v cerkvi, je edina značilnost stare cerkve, ki je ohranjena v stolnici. Sprva je bila zgrajena le ladja, ki je bila posvečena 2. junija 1904. 
Leta 1924 je bilo odločeno, da se zgradi zahodna fasada stolnice v spomin na Ulstrčane, ki so služili in umrli v prvi svetovni vojni. Temeljni kamen za to je postavil guverner Severne Irske, vojvoda Abercorn, 2. junija 1925, dokončana fasada pa je bila zasnova arhitekta sira Charlesa Archibalda Nicholsona, posvečena junija 1927.
Osrednje križišče, v katerem je kor, so zgradili med letoma 1922 in 1924. Krstilnica, ki jo je pripravil pokojni W. H. Lynn, pomagal je sir Thomas Drew, je bila posvečena leta 1928, kapela svetega Duha s svojimi lepimi mozaiki, ki prikazujejo svetega Patrika, pa je bila posvečena 5. julija 1932 ob 1500. obletnici prihoda svetega Patrika na Irsko.
Edward, lord Carson, vodja unionistov v obdobju notranje krize, je bil pokopan (z državnim pogrebom) v južnem hodniku stolnice leta 1935. Leta 1941 je stolnico skoraj uničila nemška bomba, ki je povzročila veliko škodo okoliškim stavbam [3]. Leta 1955 se je začel na vzhodnem koncu stolnice graditi ambulatorij. To delo je bilo posvečeno leta 1959, vendar še deset let ni bilo mogoče začeti dela na severnem in južnem transeptu. Severnoirski spopadi in inflacija so povzročili velike zamude in velike težave s financiranjem tega dela.
Južni transept s Kapelo enotnosti in orglami, je bil posvečen leta 1974, severni transept z velikim keltskim križem, ki ga je zasnoval John MacGeagh na zunanji strani, in kapelo Kraljevih irskih strelcev, je bil končan leta 1981.
Aprila 2007 je bil na vrhu stolnice nameščen stolp iz nerjavečega jekla, visok 40 metrov. Imenoval se je Stolp upanja, osvetljen je ponoči in je del širše prenove, načrtovane za Stolnično četrt . Osnovni del stolpa sega skozi stekleno ploščad v stropu stolnice neposredno nad kornimi klopmi, kar obiskovalcem omogoča, da si ga ogledajo iz ladje.

## Letna dobrodelnost
Leta 1976 je Samuel B. Crooks, dekan v Belfastu, začel svojo letno božično akcijo, ko je sedem tednov pred božičem na stopnicah stolnice sprejemal velike in majhne darove mimoidočih, ki so jih nato razdelili med več lokalnih dobrodelnih organizacij. Dekan Crooks je kmalu postal znan kot Črni Božiček (Black Santa) zaradi oblačil, ki jih je nosil, da bi se ogrel. Tradicijo nadaljujejo njegovi nasledniki. Teden pred božičem dekan in člani stolničnega kapitlja sedijo zunaj stolnice od 9.00 do 17.30 vsak dan, da zberejo denar za dobrodelne namene in so še vedno znani kot črni Božički. Zbrali so več milijonov funtov za dobrodelne namene. 

## Orgle
Orgle imajo štiri manuale in so druge največje na Severnem Irskem. Izdelali so jih Harrison & Harrison leta 1907 in obnovili med letoma 1969 in 1975.

## Galerija
- Keltski križ
- Vstajenje
- Križanje
- Križanje, posnetek od blizu
- Strop v krstilnici
- Krstilnica
- Proti koru
- Ladja
- Kraljeva klop
- Spomenik Edwardu Carsonu
- Oltar
- Vojaški spomenik